# Belvitte
Die Belvitte ist ein etwa 19 Kilometer langer Fluss in Frankreich, der in der Region Grand Est verläuft. Sie ist ein rechter und südöstlicher Zufluss der Mortagne.

## Geographie

### Verlauf
Die Belvitte entspringt im südlichen Gemeindegebiet von Sainte-Barbe, entwässert generell in nordwestlicher Richtung und mündet nach rund 19 Kilometern im Gemeindegebiet von Magnières als rechter Nebenfluss in die Mortagne. Die Belvitte verläuft auf ihrem Weg größtenteils im
Département Vosges, lediglich auf den letzten hundert Metern vor der Mündung wechselt sie ins Département Meurthe-et-Moselle.

### Zuflüsse
(Reihenfolge in Fließrichtung)
- Ruisseau de Ste-Barbe (rechts), 2,7 km
- Ruisseau du Pre Guerin (rechts), 2,4 km
- Ruisseau de Cope (links), 3,6 km
- Ruisseau de Nossoncourt (rechts), 3,0 km
- Ruisseau d'Anglemont (links), 2,9 km
- Ruisseau de la Souche (links), 2,0 km
- Ruisseau de Ville (rechts), 4,0 km
- Ruisseau de Frouamenil (rechts), 3,1 km
- Ruisseau de Bazien (rechts), 2,0 km
- Ruisseau de Viller (rechts), 2,9 km
- Ruisseau du Mortier (rechts), 4,3 km

### Orte am Fluss
(Reihenfolge in Fließrichtung)
- Département Vosges
  - Ménil-sur-Belvitte
  - Doncières
  - Xaffévillers
  - Saint-Pierremont
- Département Meurthe-et-Moselle
  - Magnières